# The Bottom
The Bottom é a capital e principal cidade da ilha de Saba, nas Caraíbas neerlandesas. Tem aproximadamente 500 habitantes, de um total de 1 991 habitantes da ilha.
The Bottom tem edifícios governamentais, um hospital, um lar, um campo desportivo, três igrejas, uma biblioteca, várias lojas e a Escola Universitária de Medicina de Saba. The Bottom é também anfitriã do Carnaval de Saba que se realiza uma vez por ano durante o verão, bem como do Dia de Saba em dezembro.